# Campeonato Sudamericano 1967
El Campeonato Sudamericano 1967 fue la XXIX edición del Campeonato Sudamericano de Selecciones de fútbol masculino, conocido actualmente como Copa América a partir de la versión de 1975. El torneo se realizó en Uruguay, entre el 17 de enero y el 2 de febrero de 1967. Uruguay organizó el torneo continental por sexta vez en su historia.
Esta fue la última edición del torneo con el nombre de Campeonato Sudamericano, ya que a partir de  la siguiente edición en adelante el torneo se llamaría Copa América. Y también sería la última vez que se utilizaría el sistema de todos contra todos, ya que a partir de la siguiente edición, se comenzaría a utilizar la fase de grupos y por primera vez empezarían a participar todas las 10 federaciones afiliadas a Conmebol.
Y también sería la primera vez que se utilizaría un sistema de clasificación al torneo.

## Eliminatorias previas
| 30 de noviembre de 1966 | Chile                                                        | 5:2 (3:0) | Colombia               | Estadio Nacional, Santiago                                         |                                                                    |
|                         | Araya 7' · Campos 23' · Prieto 40' (pen.) 49' · Saavedra 61' |           | 71' Gamboa · 72' Cañón | Asistencia: 80 000 espectadores Árbitro(s): Arturo Yamasaki (Perú) | Asistencia: 80 000 espectadores Árbitro(s): Arturo Yamasaki (Perú) |

| 11 de diciembre de 1966                                                                                                  | Colombia | 0:0 | Chile | El Campín, Bogotá                                                  |  |
| |          |     |       | Asistencia: 17 000 espectadores Árbitro(s): Arturo Yamasaki (Perú) |  |
| Chile clasifica al Campeonato Sudamericano 1967 al obtener un resultado global de 5 a 2, y al ganar 3 a 1 en los puntos. |          |     |       |                                                                    |  |

| 21 de diciembre de 1966 | Ecuador                 | 2:2 (0:0) | Paraguay                       | Estadio Modelo, Guayaquil                                                |                                                                          |
|                         | Carrera 56' · Muñoz 58' |           | 85' Apocada · 88' (pen.) Rojas | Asistencia: 47 000 espectadores Árbitro(s): Duval Goicoechea (Argentina) | Asistencia: 47 000 espectadores Árbitro(s): Duval Goicoechea (Argentina) |

| 28 de diciembre de 1966 | Paraguay                     | 3:1 (2:0) | Ecuador   | Estadio Manuel Ferreira, Asunción                               |                                                                 |
| | Mora 7' 10' · Del Puerto 60' |           | 81' Muñoz | Asistencia: 25 000 espectadores Árbitro(s): César Orozco (Perú) | Asistencia: 25 000 espectadores Árbitro(s): César Orozco (Perú) |
| Paraguay clasifica al Campeonato Sudamericano 1967 al obtener un resultado global de 5 a 3, y al ganar 3 a 1 en los puntos. |                              |           |           |                                                                 |                                                                 |

## Organización

### Sede
| Montevideo         |
| ------------------ |
| Estadio Centenario |
| Capacidad: 65 235  |
|                    |

### Árbitros
- Roberto Goicoechea.
- Eunápio de Queiróz.
- Mario Gasc.
- Enrique Marino.
- Isidro Ramírez.

## Equipos participantes
Este torneo marcó el debut de Venezuela en los campeonatos sudamericanos. Además de Venezuela los demás países participantes fueron Uruguay, Argentina, Chile, Bolivia y Paraguay. Brasil y Perú decidieron no intervenir. 
| Equipos participantes | Equipos participantes | Equipos participantes |
| --------------------- | --------------------- | --------------------- |
| Argentina             | Bolivia               | Chile                 |
| Paraguay              | Uruguay               | Venezuela             |

- En cursiva las selecciones que participan por primera vez.

## Resultados

### Posiciones
| Selección | Pts. | PJ | PG | PE | PP | GF | GC | Dif. |
| --------- | ---- | -- | -- | -- | -- | -- | -- | ---- |
| Uruguay   | 9    | 5  | 4  | 1  | 0  | 13 | 2  | +11  |
| Argentina | 8    | 5  | 4  | 0  | 1  | 12 | 3  | +9   |
| Chile     | 6    | 5  | 2  | 2  | 1  | 8  | 6  | +2   |
| Paraguay  | 4    | 5  | 2  | 0  | 3  | 9  | 13 | –4   |
| Venezuela | 2    | 5  | 1  | 0  | 4  | 7  | 16 | –9   |
| Bolivia   | 1    | 5  | 0  | 1  | 4  | 0  | 9  | –9   |

### Partidos
| 17 de enero de 1967 | Uruguay                                                              | 4:0 (2:0) | Bolivia | Estadio Centenario, Montevideo                                        |                                                                       |
|                     | Rocha 5' · Montero Castillo 44' · Troncoso 55' (a.g.) · Oyarbide 81' |           |         | Asistencia: 15 000 espectadores Árbitro(s): Isidro Ramírez (Paraguay) | Asistencia: 15 000 espectadores Árbitro(s): Isidro Ramírez (Paraguay) |

| 18 de enero de 1967                         | Chile           | 2:0 (2:0) | Venezuela | Estadio Centenario, Montevideo                                       |                                                                      |
|                                             | Marcos 12', 41' |           |           | Asistencia: 7 000 espectadores Árbitro(s): Isidro Ramírez (Paraguay) | Asistencia: 7 000 espectadores Árbitro(s): Isidro Ramírez (Paraguay) |
| Venezuela jugó con el uniforme del Peñarol. |                 |           |           |                                                                      |                                                                      |

| 18 de enero de 1967 | Argentina                                               | 4:1 (1:0) | Paraguay | Estadio Centenario, Montevideo                                 |                                                                |
|                     | Más 23' · Bernao 71' · Artime 73' · Albrecht 89' (pen.) |           | 67' Mora | Asistencia: 12 000 espectadores Árbitro(s): Mario Gasc (Chile) | Asistencia: 12 000 espectadores Árbitro(s): Mario Gasc (Chile) |

| 21 de enero de 1967 | Uruguay                                | 4:0 (2:0) | Venezuela | Estadio Centenario, Montevideo                                         |                                                                        |
|                     | Urruzmendi 5', 34' · Oyarbide 62', 68' |           |           | Asistencia: 7 000 espectadores Árbitro(s): Eunápio de Queiróz (Brasil) | Asistencia: 7 000 espectadores Árbitro(s): Eunápio de Queiróz (Brasil) |

| 22 de enero de 1967 | Argentina  | 1:0 (0:0) | Bolivia | Estadio Centenario, Montevideo                                         |                                                                        |
|                     | Bernao 67' |           |         | Asistencia: 6 000 espectadores Árbitro(s): Eunápio de Queiróz (Brasil) | Asistencia: 6 000 espectadores Árbitro(s): Eunápio de Queiróz (Brasil) |

| 22 de enero de 1967 | Chile                             | 4:2 (2:1) | Paraguay                  | Estadio Centenario, Montevideo                                            |                                                                           |
|                     | Gallardo 9', 44' · Araya 72', 81' |           | 11' Riveros · 78' Apocada | Asistencia: 6 000 espectadores Árbitro(s): Roberto Goicoechea (Argentina) | Asistencia: 6 000 espectadores Árbitro(s): Roberto Goicoechea (Argentina) |

| 25 de enero de 1967 | Paraguay       | 1:0 (0:0) | Bolivia | Estadio Centenario, Montevideo                                    |                                                                   |
|                     | Del Puerto 49' |           |         | Asistencia: 5 000 espectadores Árbitro(s): Enrique Marino (Chile) | Asistencia: 5 000 espectadores Árbitro(s): Enrique Marino (Chile) |

| 25 de enero de 1967 | Argentina                                         | 5:1 (2:0) | Venezuela   | Estadio Centenario, Montevideo                                |                                                               |
|                     | Artime 18', 65', 88' · Carone 26' · Marzolini 50' |           | 72' Santana | Asistencia: 2 500 espectadores Árbitro(s): Mario Gasc (Chile) | Asistencia: 2 500 espectadores Árbitro(s): Mario Gasc (Chile) |

| 26 de enero de 1967 | Uruguay                            | 2:2 (1:2) | Chile                    | Estadio Centenario, Montevideo                                        |                                                                       |
|                     | P. Rocha 15' (pen.) · Oyarbide 68' |           | 2' Gallardo · 37' Marcos | Asistencia: 30 000 espectadores Árbitro(s): Isidro Ramírez (Paraguay) | Asistencia: 30 000 espectadores Árbitro(s): Isidro Ramírez (Paraguay) |

| 28 de enero de 1967                            | Venezuela                              | 3:0 (0:0) | Bolivia | Estadio Centenario, Montevideo                                 |                                                                |
|                                                | Scovino 59' · Santana 67' · Ravelo 84' |           |         | Asistencia: 11 000 espectadores Árbitro(s): Mario Gasc (Chile) | Asistencia: 11 000 espectadores Árbitro(s): Mario Gasc (Chile) |
| Primera victoria de Venezuela en Copa América. |                                        |           |         |                                                                |                                                                |

| 28 de enero de 1967 | Argentina                | 2:0 (1:0) | Chile | Estadio Centenario, Montevideo                                        |                                                                       |
|                     | Sarnari 36' · Artime 80' |           |       | Asistencia: 14 000 espectadores Árbitro(s): Isidro Ramírez (Paraguay) | Asistencia: 14 000 espectadores Árbitro(s): Isidro Ramírez (Paraguay) |

| 29 de enero de 1967 | Uruguay                    | 2:0 (1:0) | Paraguay | Estadio Centenario, Montevideo                                 |                                                                |
|                     | Pérez 32' · Urruzmendi 66' |           |          | Asistencia: 17 000 espectadores Árbitro(s): Mario Gasc (Chile) | Asistencia: 17 000 espectadores Árbitro(s): Mario Gasc (Chile) |

| 1 de febrero de 1967 | Chile | 0:0 | Bolivia | Estadio Centenario, Montevideo                                            |  |
|                      |       |     |         | Asistencia: 1 500 espectadores Árbitro(s): Roberto Goicoechea (Argentina) |  |

| 1 de febrero de 1967 | Paraguay                                                 | 5:3 (4:1) | Venezuela                             | Estadio Centenario, Montevideo                                    |                                                                   |
|                      | A. González 11' · Rojas 16', 29' · Mora 22' · Colmán 81' |           | 3' Mendoza · 77' Santana · 89' Ravelo | Asistencia: 1 500 espectadores Árbitro(s): Enrique Marino (Chile) | Asistencia: 1 500 espectadores Árbitro(s): Enrique Marino (Chile) |

| 2 de febrero de 1967 | Uruguay   | 1:0 (0:0) | Argentina | Estadio Centenario, Montevideo                                 |                                                                |
|                      | Rocha 74' |           |           | Asistencia: 65 000 espectadores Árbitro(s): Mario Gasc (Chile) | Asistencia: 65 000 espectadores Árbitro(s): Mario Gasc (Chile) |

|                                           |
| Bandera de Uruguay                        |
| Campeón Uruguay 11.er título (7.º trofeo) |

### Goleadores

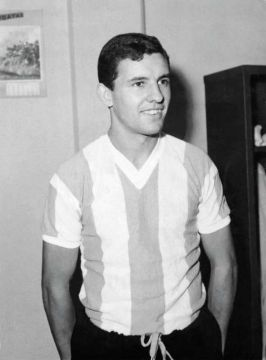
Luis Artime fue el goleador del torneo.

5 goles
- Luis Artime

4 goles
- Jorge Oyarbide

3 goles
- Julio Gallardo
- Rubén Marcos
- José Urruzmendi
- Pedro Rocha
- Rafael Santana

2 goles
- Raúl Bernao
- Pedro Araya
- Celino Mora
- Juan Carlos Rojas
- Antonio Ravelo

1 gol
- Juan Carlos Carone
- Juan Carlos Sarnari
- Oscar Mas
- Rafael Albrecht
- Silvio Marzolini
- Antonio González
- Arístides del Puerto
- Benigno Apocada
- Juan Francisco Riveros
- Ramón Colmán
- Domingo Pérez
- Julio Montero Castillo
- Humberto Scovino
- Luis Mendoza

Autogol
- Roberto Troncoso (ante Uruguay)

### Mejor jugador del torneo
- Pedro Rocha.[5]